# Адлерберг Амалія Максиміліанівна
Графиня Амалія Максиміліанівна Адлерберг (16 червня 1808, Регенсбург — 21 червня 1888, Тегернзее) — позашлюбна дочка герцогині Терези Мекленбург-Штреліцької, зачата від баварського дипломата Максиміліана-Еммануеля графа фон унд цу Лерхенфельд ауф Кеферінг унд Шенберг (1772–1809). Герцогиня Тереза мала роман з баварським дипломатом, поки її чоловік Карл Александр, 5-й князь Турн-і-Таксіс, кілька років перебував у Парижі на запрошення Наполеона Бонапарта. Мати Амалії була тіткою імператриці Олександри Федорівни, дружини царя Миколи I.
Чоловік її матері, Карл Александр Фюрст фон Турн унд Таксіс (1770–1827), був запрошений Наполеоном для своїх нових проектів і роками жив у Парижі. За його відсутності у принцеси Терези був пристрасний роман із графом Максиміліаном-Еммануелем фон Лерхенфельдом (1772–1809). Після смерті її батька, графа фон Лерхенфельда, 19 жовтня 1809 року Амалія була передана на піклування родичів Терези «фон Штернфельд» у Дармштадті (тоді у Великому герцогстві Гессен), і дитина носила їхнє прізвище після народження. Амалія фон Штернфельд пізніше була привезена до Регенсбурга, ближче до принцеси Терези, і змінила своє прізвище на «Штарґард». Зрештою, про неї подбала родина Лерхенфельд, і вона жила в їхньому палаці в Мюнхені або в родинному замку в Кеферінгу поблизу Регенсбурга. Зрештою, 1 серпня 1823 року великий герцог Гессену дав п'ятнадцятирічній Амалії Штарґард дозвіл носити прізвище «фон Лерхенфельд», але без права використовувати герб або бути внесеною до генеалогічного дерева, що було ціною її позашлюбного народження.

## Юність
У 1822 році п'ятнадцятирічна красуня Амалія Штарґард зустріла молодого Федора Тютчева, позаштатного аташе російської дипломатичної місії, який прибув із Санкт-Петербурга. Дев'ятнадцятирічний Тютчев закохався, і молоді люди поділилися ніжними романтичними почуттями. Вірш Тютчева «Сльози» (рос. Люблю, друзья, ласкать очами …) збігається з одним із їхніх побачень і, швидше за все, був присвячений Амалії. Серед інших віршів, натхненних Амалією, є «К N.» та «Я помню время золотое…».

## Перший шлюб
Квітуча Амалія привернула увагу першого секретаря російських дипломатичних представників, барона Олександра фон Крюденера (1786–1852). Старий дипломат був балтійським німцем за походженням, і юна, але прагматична принцеса обрала шляхетний титул барона, а не молодого поета Тютчева без титулу. Листи та щоденники графа Максиміліана Йозефа фон Лерхенфельда висвітлюють перші роки Тютчева як дипломата в Мюнхені (1822–26), розповідаючи про його нещасливе кохання до Амалії, яке ледь не призвело до дуелі з його колегою (19 січня 1825 року). 31 серпня 1825 року сімнадцятирічна Амалія фон Лерхенфельд одружилася з бароном Крюденером у Кеферінгу.
Її перша дитина, Микола-Артур, народилася 2 липня (20 червня за старим стилем) 1826 року.

## Тютчеви та Крюденери
Тютчеви та Крюденери продовжували відвідувати те ж дипломатичне товариство, вони були майже сусідами, Тютчеви жили на Кароліненплац, 1, а Крюденери за п'ять хвилин ходьби на Брієннерштрассе, 15. Федір Тютчев продовжував бачитися з Амалією, але в родинах. Принц Карл, брат короля Людвіга I Баварського, і сам король були зачаровані прекрасною Амалією. Людвіг I замовив олійний портрет Амалії художнику Йозефу Штілеру для своєї Галереї красунь. Його було завершено в 1828 році, і сьогодні його можна побачити в палаці Німфенбург у Мюнхені.
У квітні 1836 року Федір Тютчев присвятив Амалії свій вірш «Я помню время золотое…». Цей вірш не про кохання, а про спогади про кохання, про їхні минулі зустрічі на пагорбах Регенсбурга. Вірш пізніше був інтерпретований Мечиславом Вайнбергом в Опусі 25: «Шість романсів на слова Ф. Тютчева» для голосу та фортепіано (1945) у романсі з однойменною назвою.

## Російське вище суспільство
У квітні 1836 року барон фон Крюденер отримав підвищення і виїхав до Росії. Амалія привезла до Санкт-Петербурга багато віршів Тютчева (понад 100). Вона передала ще десятки з них колишньому колезі поета, князю Івану Гагаріну. Гагарін записав кілька віршів і дав їх прочитати Олександру Пушкіну, видавцю «Современника», найвпливовішого літературного журналу в Росії. Пушкін був дуже схвильований і негайно опублікував їх. Таким чином, Амалія допомогла Тютчеву здобути визнання на батьківщині.
Бібліографи Пушкіна, такі як Олександр Шик, стверджують, що Олександр Пушкін відчував симпатію до Амалії і намагався залицятися до неї на одному з балів. Наталія Пушкіна, одна з найкрасивіших жінок Росії, була змушена «поговорити» зі своїм чоловіком, після чого поет жартував, що «Мадонна має важку руку…».
Граф Олександр фон Бенкендорф був ще одним палким шанувальником баронеси Амалії фон Крюденер. Її вплив був настільки великим, що він навіть таємно перейшов у католицизм.
У імперській Росії, де православ'я було державною релігією, цей вчинок каралося роками каторги (таємниця розкрилася лише після смерті Бенкендорфа). Він також допоміг відновити Федора Тютчева на службі в міністерстві після того, як його звільнили в 1843 році, і організував зустріч Тютчева з Миколою I і міністром Карлом фон Нессельроде. Його Величність Микола I сам був небайдужий до Амалії. 25 листопада 1836 року вона отримала розкішну хутряну шубу в подарунок від царя, яку вона отримала на правах його кузини.

## Шлюб з Адлербергом

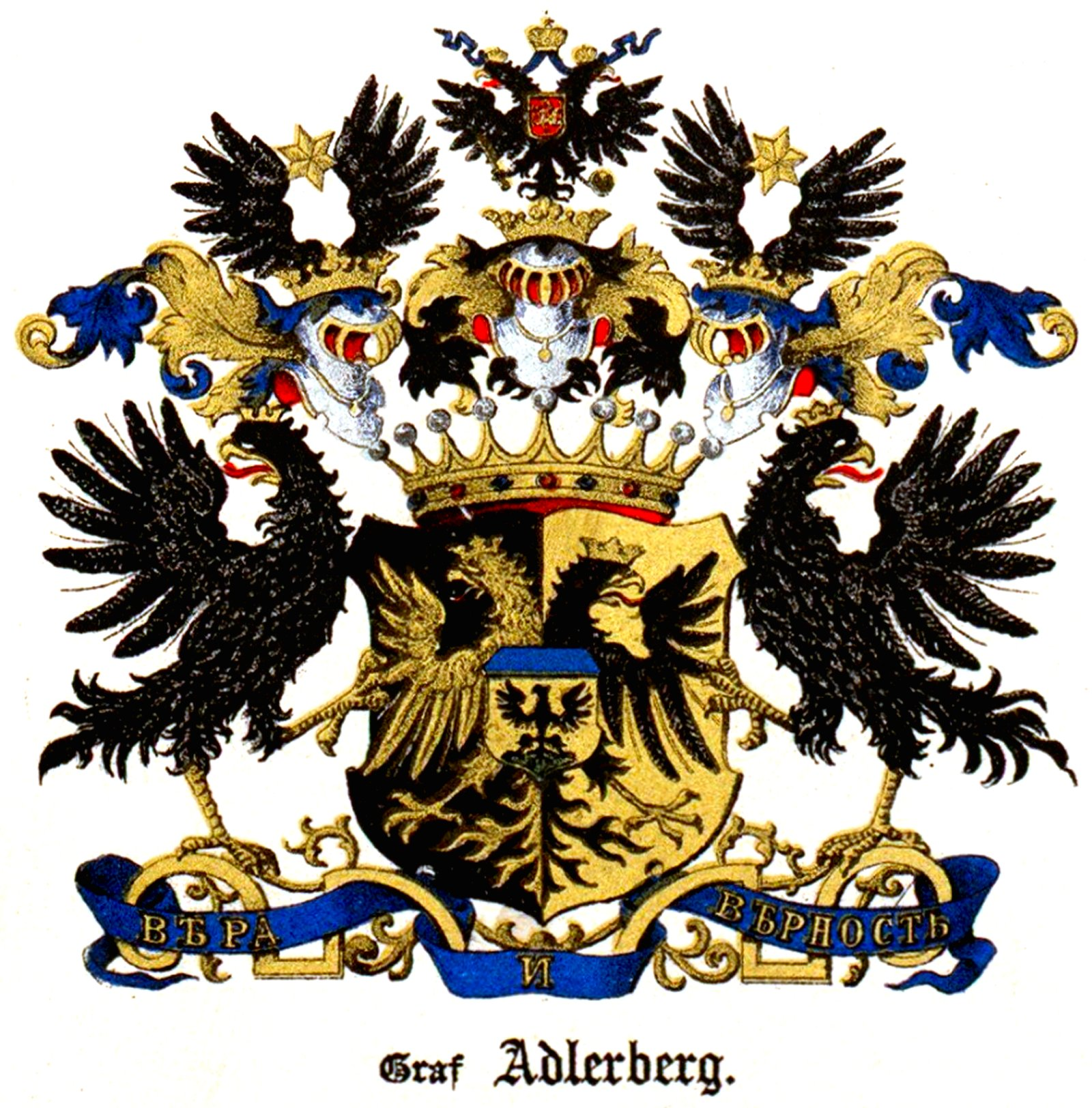
Герб графів Адлерберг

У 1848 році 40-річна Амалія фон Крюденер народила позашлюбну дитину 17 березня. Батьком її новонародженого сина Ніколо був 29-річний граф Микола Адлерберг, член шляхетної родини Адлербергів. Дитина отримала статус прийомного сина Миколи Венявського.
Барон фон Крюденер був призначений послом і повноважним міністром при дворі короля Швеції та Норвегії, але Амалія вдала, що хвора, і залишилася в Санкт-Петербурзі. Вони більше ніколи не зустрічалися, оскільки барон фон Крюденер помер від інфаркту в Стокгольмі в 1852 році. Амалія нарешті знайшла кохання, спокій і щастя з графом Миколою Адлербергом, з яким вона офіційно одружилася в 1855 році.

## Дитячий будинок у Сімферополі

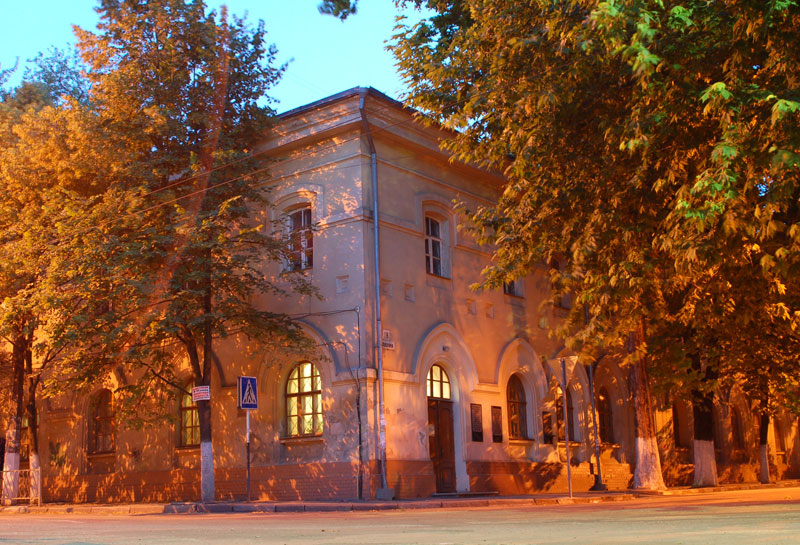
Будівля Адлерберзького дитячого будинку в Сімферополі

Під час Кримської війни Микола Адлерберг служив генерал-губернатором Сімферополя та Таврійської губернії в 1854–56 роках. Воєнні дії погіршили становище дітей у Криму, оскільки багато хто втратив батьків і не мав родичів чи місця, куди йти. Дітей привозили до Сімферополя під час облоги Севастополя (1854) разом із пораненими солдатами. Сімферопольська міська рада намагалася відкрити дитячий притулок з 1848 року, але завжди були якісь проблеми через брак грошей або необхідних документів. З огляду на обставини, графиня Адлерберг вирішила уникнути бюрократичних формальностей і 31 грудня 1854 року відкрила притулок для чотирнадцяти сиріт на власні кошти.
У 1857 році Комітет Головного піклування дитячих притулків схвалив перетворення тимчасового дитячого притулку, заснованого графинею Адлерберг, на притулок, що працює на регулярній основі. Його також було названо на честь Амалії Адлерберг. У 1869 році дитячий будинок Амалії Адлерберг переїхав до нової будівлі. У листі до губернатора Сімферополя Григорія Жуковського імператриця Марія Олександрівна наполягала на тому, щоб притулок зберіг ім'я своєї засновниці, на відміну від інших притулків по всій Росії, які всі були названі на честь Марії Олександрівни. Будівля притулку все ще існує на перетині вулиць Пушкінської та Гоголівської, і зараз у ній знаходиться Кримський республіканський краєзнавчий музей.

## Роки в Гельсінкі

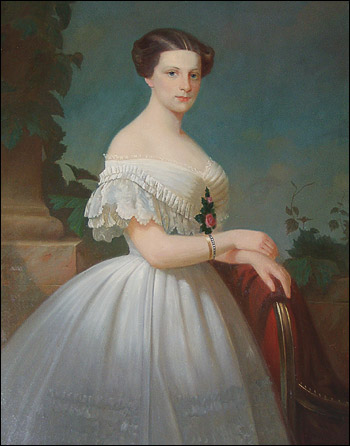
Амалі Адлерберг (1865)

У 1866–81 роках Амалія жила в Гельсінкі, під час служби Миколи Адлерберга генерал-губернатором Фінляндії.
Як католичка, графиня Адлерберг допомогла заснувати римо-католицьку парафію та їхній собор у Гельсінкі, проект, у який раніше рішуче сприяла графиня Леопольдіна фон Берг, уроджена ді Чиконья ді Моццоне, італійська дружина попереднього генерал-губернатора, фельдмаршала Фрідріха Вільгельма Ремберта фон Берга. Іншим онуком був Гастон де Фонтенійя.
У 1873 році графиня зуміла влаштувати шлюб своєї онуки (Олени де Фонтенійя, 1855 р. н.) з Константіном Ліндер, багатого лорда Китая, який нещодавно втратив свою першу дружину, графиню Марі Мусіну-Пушкіну. Олена отримала пасинка, пізніше горезвісного марнотратника Хьялмара Ліндера з Мустіо, і незабаром народила власну дитину.

## Останні роки в Мюнхені
У 1881 році, після вбивства Олександра II, граф і графиня Адлерберг переїхали на постійне проживання до Мюнхена, Німеччина. Вони не мали будинку і спочатку зупинилися в будинку Максиміліана Лерхенфельда на Амалієнштрассе, 93. Пізніше Адлерберги придбали ділянку землі та побудували будинок у місті Тегернзеє на Швайгхофштрассе, 2.
Амалія померла в Тегернзеє 21 червня 1888 року. Вона була похована на кладовищі церкви Святого Лаврентія в Роттах-Егерн біля Тегернзеє. Церква розташована на березі озера навпроти особняка Амалії, відомого під назвою «Хаус Адлерберг ам Зее».